# إيليكتروغورسك
إيليكتروغورسك (بالروسية: Электрогорск) هي إحدى مدن روسيا في الكيان الفدرالي الروسي موسكو أوبلاست.